# Інцидент з Ако
Інцидент з Ако́ (яп. 阿衡事件, あこうじけん, ако дзікен) — політичний інцидент довкола посади ако в Японії у 887 — 888 роках, під час інтронізації імператора Уда, що був пов'язаний із Фудзіварою Мотоцуне.

## Короткі відомості
У листопаді 887 року імператор Уда, який заступив попередника імператора Коко, видав перед своїм сходженням на трон монарший указ про призначення Фудзівари Мотоцуне на посаду імператорського регента кампаку. За звичаєм, Мотоцуне перед її прийняттям тимчасово подав у відставку. Під час підготовки указу старший монарший упорядник Татібана но Хіромі вписав у нього фразу:
наказую призначити міністром на місце радника ако (宜しく阿衡の任をもって卿の任とせよ).
Ако було китайським синонімом японської посади кампаку, на яку у стародавньому Китаї династії Шань призначався легендарний міністр І Цзі. Проте учений Фудзівара но Сукейо доповів Мотоцуне, що ако — це не посада, а почесний титул, який не має за собою жодних державних привілеїв та обов'язків. Це спричинило велику політичну проблему. Мотоцуне образився і закинув свої службові справи на пів року. Адміністративна машина Японії застопорилася. Як вираз свого гніву Мотоцуна випустив усіх своїх коней з конюшень у столицю.
Імператор Уда спробував пояснити Мотоцуне свою позицію, але конфлікту розв'язано не було. У квітні 884 року монарх віддав розпорядження знавцям текстів на чолі з лівим міністром Мінамото Тоору
дослідити чи ако є посадою, чи ні. Проте знавці боялися впливу Мотоцуне і підтримали помилкову позицію вченого Фудзівари Сукейо. Цьому марно протестував упорядник Татібана Хіромі. У червні того ж року, його було звільнено з посади, а указ написаний ним — скасовано.
Мотоцуне вимагав від імператора покарати винуватця інциденту засланням, але за втручання Суґавари Мітідзане цей захід було відкладено. Проблему владнали новим монаршим указом, без різнотолків у тексті, який призначав Мотоцуне на посаду кампаку.
Історики оцінюють цей інцидент як спробу Фудзівари но Мотоцуне засвідчити свою могутність перед молодим новопризначеним імператором Удою, який занадто активно, з точки зору Мотоцуне, став втручатися у політику. Розв'язання питання на користь роду Фудзівара сприяло укріпленню його позицій в Японії.